# Michelle Rempel Garner
 (novembre 2016).
Si vous disposez d'ouvrages ou d'articles de référence ou si vous connaissez des sites web de qualité traitant du thème abordé ici, merci de compléter l'article en donnant les références utiles à sa vérifiabilité et en les liant à la section « Notes et références ».
Michelle Rempel Garner, née Godin le 14 février 1980 à Winnipeg, est une femme politique canadienne. Depuis l'élection fédérale de 2015, elle est députée conservatrice de la circonscription de Calgary Nose Hill, après l'abolition de l'ancienne circonscription de Calgary-Centre-Nord. Elle a remporté son premier siège électoral dans l'élection fédérale de 2011 suivant la démission de Jim Prentice. 

## Biographie
Michelle Rempel Garner grandit dans le Manitoba et détient un baccalauréat ès arts en économie de l'Université du Manitoba. Elle travaille comme directrice de l'Université de Calgary de la division des programmes institutionnels, avant son élection. En 2010, elle est nommée l'une des 100 femmes les plus influentes du Canada dans la catégorie "Future Leaders" par le Réseau des femmes exécutives.
Elle est présidente de l'exécutif de la circonscription du Parti conservateur dans la circonscription de Calgary-Nose Hill.
Élue députée à la Chambre des communes sous la bannière conservatrice lors des élections de mai 2011 dans la circonscription de Calgary-Centre-Nord, elle devient ministre dans le gouvernement de Stephen Harper en 2013. Après l'abolition de la circonscription de Calgary-Centre-Nord, elle se fait réélire à la Chambre des communes dans la circonscription de Calgary Nose Hill lors des élections de 2015. Elle est réélue également en 2019, 2021 et en 2025.